# Loewinella arcuata
Loewinella arcuata là một loài ruồi trong họ Asilidae. Loewinella arcuata được Curran miêu tả năm 1927. Loài này phân bố ở vùng nhiệt đới châu Phi.